# Écrasez l'infâme

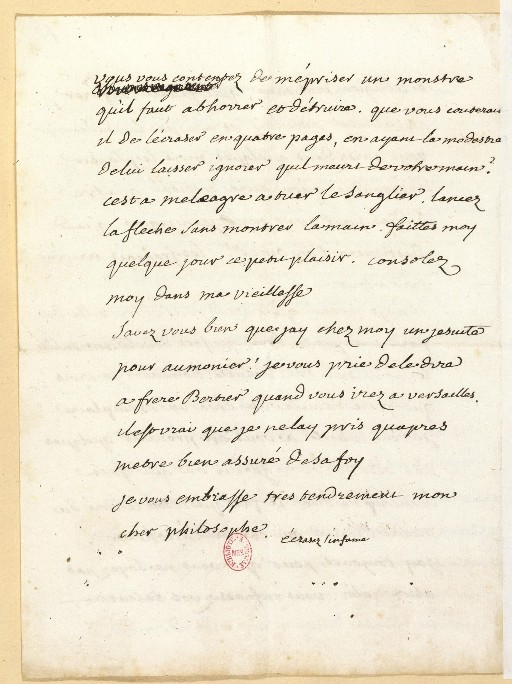
Brief van Voltaire over de zaak-Calas waarin hij afsluit met écrasez l'infâme.

Écrasez l'infâme ("Verpletter het infame", "Vernietig het eerloze"), afgekort Écrlinf, was het motto waaronder de verlichtingsfilosoof Voltaire de strijd aanbond met religieus dogma, misbruik, fanatisme en bijgeloof. Hij richtte zich speciaal tegen de Kerk en haar verbond met de Troon, zonder zich af te keren van religie op zich of van het christendom.
In gesubstantiveerde vorm duikt het woord infâme voor het eerst op in 1759 in de correspondentie van koning Frederik II van Pruisen met d'Argental en met Voltaire. Hoewel de vorst het woord dus als eerste gebruikte in die specifieke betekenis, mag er worden verondersteld dat het terugging op de filosofische eetgesprekken die ze hielden rond 1751-1752 toen Voltaire in Sanssouci verbleef. Voltaire zelf gebruikte het voor het eerst in een brief aan Madame d'Épinay van 1 juni 1759.
De uitdrukking behoorde tot een beperkte kring, maar begon zich wat ruimer te verspreiden toen Voltaire vanaf de herfst van 1760 Écrasez l'infâme (imperatief) of Écraser l'infâme (infinitief) aannam als motto en er brieven mee begon af te sluiten. Hij vergeleek deze formule met het Ceterum censeo Carthaginem esse delendam van Cato de Oude. De in principe geheime afkorting werd gebruikt door een dozijn getrouwen die de strijd van de meester deelden: Nicolas-Claude Thieriot, Helvétius, Grimm, Madame d'Épinay, Marmontel, Paul-Claude Moultou, Jacob Vernet, d'Alembert, Étienne Noël Damilaville, Diderot, Charles Gabriel Frédéric Christin en d'Argental.
Een exacte omschrijving van wat hij onder het "infame" verstond, heeft Voltaire nooit gegeven. Wel is er een brief van 1762 aan d'Alembert voorhanden waarin hij het in die context heeft over jezuïeten, monniken, bijgeloof, theologische disputen, convulsionnaires, de Inquisitie en onverdraagzaamheid gesteund op absolute dogma's. Het ging hem om religieus misbruik. Voltaires campagne tegen het infame kreeg concreet gestalte in de causes célèbres die hij in de jaren 1760 opnam, onder meer ten gunste van Jean Calas, Pierre-Paul Sirven en de Chevalier de La Barre.

## Voetnoten
1. ↑  Brief van Voltaire aan d'Alembert d.d. 26 september 1763
2. ↑  Varianten in Voltaires correspondentie: Écrelinf / Écralinf / Écr : L'inf / Écrasons l'infâme, in de meest summiere vorm E.L.
3. ↑  Zie voor die tweede, de Brief van Frederik II aan Voltaire d.d. 18 mei 1759 en diens antwoord van juni.
4. ↑  Magnan 2014, p. 16
5. ↑  Milza 2015, p. 731
6. ↑  Brief van Voltaire aan Madame d'Épinay: "Il faut extirper l'infâme, du moins chez les honnêtes gens."
7. ↑  Voor het eerst in een brief van 30 oktober 1760 aan d'Alembert
8. ↑  Brief van Voltaire aan Damilaville d.d. 26 juli 1762
9. ↑  Magnan 2014, p. 17
10. ↑  Milza 2015, p. 738